# Ptolemaeus III Euergetes I
Ptolemaeus III Euergetes I (284 – 221 v.Chr.) was koning van Egypte van 246 tot 221 v.Chr. 

## Biografie
Ptolemaeus III was de derde heerser uit de Ptolemaeische dynastie. Hij is bekend om zijn invasies in het  Seleucidische koninkrijk Syrië, die hij begon nadat hij zijn oudste zuster Berenice Syra vermoord had. Tijdens zijn afwezigheid op veldtocht in Syrië, had zijn vrouw Berenice II de macht in Egypte.

## Familie
Hij was de oudste zoon van Ptolemaeus II Philadelphus en Arsinoë I. Hij was getrouwd met Berenice II en werd de vader van Arsinoë III en Ptolemaeus IV Philopator. Deze laatste volgde hem in 222 v.Chr. op als koning.

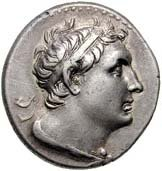
Zilveren tetradrachme met afbeelding van Ptolemaeus III
(246-221 v.Chr.)